# Phylloicus crenatus
Phylloicus crenatus är en nattsländeart som först beskrevs av Luisa Eugenia Navas 1916.  Phylloicus crenatus ingår i släktet Phylloicus och familjen Calamoceratidae. Inga underarter finns listade i Catalogue of Life.